# Olympiakos Syndesmos Filathlōn Peiraiōs 2009-2010 (pallacanestro maschile)
Questa voce raccoglie le informazioni riguardanti l'Olympiakos B.C. nelle competizioni ufficiali della stagione 2009-2010.

## Stagione
La stagione 2009-2010 dell'Olympiakos è la 56ª nel massimo campionato greco di pallacanestro, l'A1 Ethniki.

## Roster
Aggiornato al 7 dicembre 2021.
| Olympiakos 2009-10 | Olympiakos 2009-10 |
| Giocatori          | Staff tecnico      |
| ------------------ | ------------------ |

| N. | Naz.                   | Ruolo | Nome                     | Anno | Alt.   | Peso   |  |
| -- | ---------------------- | ----- | ------------------------ | ---- | ------ | ------ |  |
| 4  | Grecia (bandiera)      | P     | Theodōros Papaloukas (C) | 1977 | 200 cm | 102 kg |  |
| 5  | Stati Uniti (bandiera) | PG    | Scoonie Penn             | 1977 | 179 cm | 80 kg  |  |
| 6  | Stati Uniti (bandiera) | AP    | Josh Childress           | 1983 | 203 cm | 95 kg  |  |
| 7  | Croazia (bandiera)     | C     | Nikola Vujčić            | 1978 | 211 cm | 108 kg |  |
| 8  | Grecia (bandiera)      | AG    | Panagiōtīs Vasilopoulos  | 1984 | 202 cm | 107 kg |  |
| 9  | Grecia (bandiera)      | AC    | Iōannīs Mpourousīs       | 1983 | 215 cm | 122 kg |  |
| 10 | Israele (bandiera)     | G     | Yotam Halperin           | 1984 | 195 cm | 91 kg  |  |
| 11 | Lituania (bandiera)    | AP    | Linas Kleiza             | 1985 | 203 cm | 107 kg |  |
| 12 | Grecia (bandiera)      | C     | Loukas Maurokefalidīs    | 1984 | 210 cm | 120 kg |  |
| 14 | Grecia (bandiera)      | C     | Andreas Glyniadakīs      | 1981 | 216 cm | 127 kg |  |
| 16 | Grecia (bandiera)      | AP    | Kōstas Papanikolaou      | 1990 | 204 cm | 107 kg |  |
| 17 | Stati Uniti (bandiera) | P     | Patrick Beverley         | 1988 | 185 cm | 82 kg  |  |
| 18 | Serbia (bandiera)      | PG    | Miloš Teodosić           | 1987 | 195 cm | 90 kg  |  |
| 19 | Grecia (bandiera)      | PG    | Kōstas Sloukas           | 1990 | 190 cm | 90 kg  |  |
| 21 | Grecia (bandiera)      | C     | Sofoklīs Schortsianitīs  | 1985 | 206 cm | 150 kg |  |
| 24 | Stati Uniti (bandiera) | G     | Von Wafer                | 1985 | 196 cm | 90 kg  |  |

| Allenatore                                                           |
| - Panagiōtīs Giannakīs                                               |
| Assistente/i                                                         |
| - / Milan Tomić Legenda - (C) Capitano - (IN) Inattivo - Infortunato |

## Mercato

### Sessione estiva
| Acquisti | Acquisti              | Acquisti        | Acquisti               | Acquisti |
| R.       | Nome                  | da              | Modalità               |          |
| -------- | --------------------- | --------------- | ---------------------- | -------- |
| AP       | Linas Kleiza          | Denver Nuggets  | definitivo             |          |
| GA       | Thomas Kelati         | Málaga          | definitivo             |          |
| C        | Loukas Maurokefalidīs | Maroussi        | fine prestito          |          |
| G        | Von Wafer             | Houston Rockets | definitivo             |          |
| C        | Andreas Glyniadakīs   | Maroussi        | definitivo             |          |
| P        | Patrick Beverley      | Dnipro          | definitivo             |          |
| AP       | Kōstas Papanikolaou   | Aris Salonicco  | definitivo (950.000 €) |          |

| Cessioni | Cessioni            | Cessioni    | Cessioni       | Cessioni |
| R.       | Nome                | a           | Modalità       |          |
| -------- | ------------------- | ----------- | -------------- | -------- |
| P        | Lynn Greer          | Fenerbahçe  | fine contratto |          |
| C        | Ian Vougioukas      | Panellīnios | prestito       |          |
| AP       | Charīs Giannopoulos | Paniōnios   | fine contratto |          |
| AC       | Zoran Erceg         | Maroussi    | prestito       |          |
| P        | Igor Milošević      | Maroussi    | fine contratto |          |
| AP       | Michalīs Pelekanos  | Maroussi    | prestito       |          |
| AG       | Giōrgos Printezīs   | Málaga      | fine contratto |          |
| GA       | Thomas Kelati       | L.A. Lakers | rescissione    |          |

### Dopo l'inizio della stagione
| Acquisti | Acquisti     | Acquisti       | Acquisti       | Acquisti      |
| R.       | Nome         | da             | Data           | Modalità      |
| -------- | ------------ | -------------- | -------------- | ------------- |
| AC       | Zoran Erceg  | Maroussi       | dicembre 2009  | fine prestito |
| PG       | Scoonie Penn | Virtus Bologna | 1 gennaio 2010 | definitivo    |

| Cessioni | Cessioni    | Cessioni   | Cessioni      | Cessioni    |
| R.       | Nome        | a          | Data          | Modalità    |
| -------- | ----------- | ---------- | ------------- | ----------- |
| G        | Von Wafer   | Free agent | dicembre 2009 | rescissione |
| AC       | Zoran Erceg | Paniōnios  | dicembre 2009 | prestito    |